# William P. Barr
Pour les articles homonymes, voir Barr.
Ne doit pas être confondu avec William Barr.
 (juin 2020).
Si vous disposez d'ouvrages ou d'articles de référence ou si vous connaissez des sites web de qualité traitant du thème abordé ici, merci de compléter l'article en donnant les références utiles à sa vérifiabilité et en les liant à la section « Notes et références ».
William Pelham Barr, né le 23 mai 1950 à New York, est un avocat et homme politique américain, membre du Parti républicain.
Procureur général adjoint des États-Unis de 1990 à 1991 puis procureur général des États-Unis de 1991 à 1993 sous la présidence de George H. W. Bush, il exerce à nouveau cette fonction à partir du 13 février 2019 sous la présidence de Donald Trump. Après avoir nié l'existence d'une fraude électorale lors de l'élection présidentielle du 3 novembre 2020, il est critiqué par Donald Trump et démissionne le 23 décembre 2020. Son adjoint, Jeffrey A. Rosen assure l'intérim jusqu'à l'entrée en fonction du président élu Joe Biden.

## Biographie

### Jeunesse et éducation
Barr est né à New York en 1950. Son père, Donald Barr, a enseigné la littérature anglaise à l'université Columbia avant de devenir directeur de la Dalton School à Manhattan et plus tard de la Hackley School à Tarrytown, New York, tous deux membres de la Ivy Preparatory School League. La mère de Barr, Mary Margaret (née Ahern), a également enseigné à Columbia. Le père de Barr était juif et a grandi dans le judaïsme mais s'est converti plus tard au christianisme et a rejoint l'Église catholique. Sa mère est d'origine irlandaise. Barr a été élevé comme catholique. Barr était le deuxième de quatre fils, et son frère cadet Stephen Barr est professeur de physique à l'université du Delaware. 
Barr a grandi dans l'Upper West Side de New York. Enfant, il fréquenta un lycée catholique, l'école Corpus Christi, puis l'école Horace Mann. Après ses études secondaires, il a fréquenté l'université Columbia, où il s'est spécialisé dans le gouvernement et a obtenu un baccalauréat ès arts en 1971. Il a fait deux autres années d'études supérieures à Columbia, où il a obtenu une maîtrise ès arts en études gouvernementales et chinoises en 1973. Barr a ensuite déménagé à Washington, D.C., pour travailler comme analyste du renseignement tout en suivant des cours du soir à la George Washington University Law School, diplômé en 1977 d'un Juris Doctor avec les plus hautes distinctions.

### Parcours politique

#### Débuts

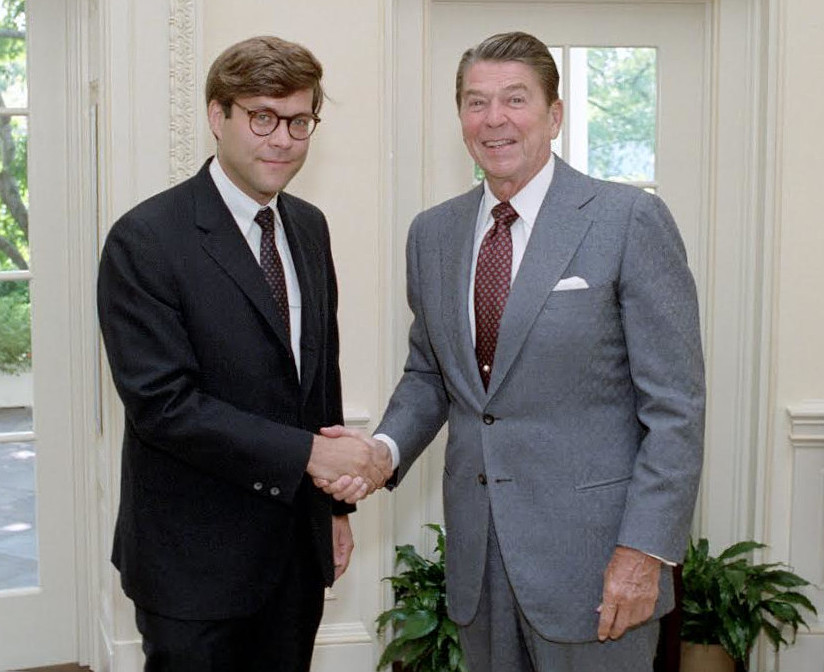
Barr avec Ronald Reagan en 1983.

William P. Barr commence sa collaboration avec le président Ronald Reagan en 1983.
De 1971 à 1977, pendant ses études supérieures et sa faculté de droit, Barr travaille pour la Central Intelligence Agency (CIA). Il est d'abord embauché comme stagiaire d'été pour deux ans. Au cours de ses années de droit, il est analyste à la division de la Direction du renseignement de 1973 à 1975, puis en transition vers un assistant au Bureau des conseillers législatifs et une agence de liaison avec le Congrès de 1975 à 1977. 
Après avoir obtenu son diplôme de droit en 1977, Barr passe un an en tant que clerc juridique auprès du juge Malcolm Wilkey de la cour d'appel des États-Unis pour le circuit du district de Columbia. Il rejoint ensuite le cabinet d'avocats Shaw, Pittman, Potts & Trowbridge (maintenant Pillsbury Winthrop Shaw Pittman) de 1978 à 1982 et de nouveau de 1983 à 1989, après avoir été adjoint du directeur assistant des affaires légales à la Maison-Blanche de Reagan de mai 1982 à septembre 1983.

#### Au département de la Justice
Barr et Dan Quayle regardent le président George H. W. Bush signer la loi sur la réautorisation de la Commission des droits civils dans la roseraie de la Maison Blanche en 1991.  
En 1989, au début de son administration, le président George H. W. Bush a nommé M. Barr au ministère américain de la Justice au poste de procureur général adjoint du Bureau des conseillers juridiques (OLC), un bureau qui agit comme conseiller juridique du président et des agences exécutives. Barr était connu comme un ardent défenseur du pouvoir présidentiel. Il a rédigé un avis consultatif justifiant l'invasion américaine du Panama et l'arrestation de Manuel Noriega par la DEA. Il a écrit des justifications légales pour la pratique de la restitution, pour que le FBI puisse entrer sur le sol étranger sans le consentement du gouvernement hôte pour appréhender les fugitifs recherchés par le gouvernement américain pour terrorisme ou trafic de drogue. Barr a refusé une demande du Congrès pour l'avis complet de 1989, mais a plutôt fourni un document qui « résume les principales conclusions ». Le Congrès a assigné l'avis, et sa publication après le départ de Barr du ministère de la Justice a montré qu'il avait omis des conclusions importantes dans l'avis de son document de synthèse. 

#### Sous-procureur général des États-Unis (1990–1991)
En mai 1990, Barr a été nommé sous-procureur général, responsable de la gestion quotidienne du Ministère. Selon les médias, Barr a été généralement félicité pour sa gestion professionnelle du Département. 
En août 1991, lorsque le procureur général de l'époque, Richard Thornburgh, a démissionné pour faire campagne au Sénat, Barr a été nommé procureur général par intérim. Trois jours après que Barr ait accepté ce poste, 121 détenus cubains, en attente d'expulsion vers Cuba, ont saisi neuf otages à la prison fédérale de Talladega. Il a ordonné à l'équipe de sauvetage des otages du FBI d'attaquer la prison, ce qui a entraîné le sauvetage de tous les otages sans perte de vie. 

#### Procureur général des États-Unis (1991–1993)

##### Première nomination et confirmation
Il a été rapporté que le président Bush était impressionné par la gestion par Barr de la crise des otages; quelques semaines plus tard, Bush l'a nommé procureur général. 
Barr jouissait d'une «réputation de sterling» parmi les politiciens républicains et démocrates.  Son audition de confirmation de deux jours était « exceptionnellement placide », et il a été bien reçu par les républicains et les démocrates au Comité judiciaire du Sénat. Lorsqu'on lui a demandé s'il pensait qu'un droit constitutionnel à la vie privée incluait le droit à un avortement, Barr a répondu qu'il pensait que la Constitution n'était pas à l'origine destinée à créer un droit à l'avortement ; que Roe c. Wade a donc été incorrectement décidé; et que l'avortement devrait être une «question légitime pour les législateurs des États».  Barr a également déclaré lors des audiences que Roe v. Wade était la « loi du pays » et a affirmé qu'il n'avait pas de « vues fixes ou fixes » sur l'avortement. Le président du comité judiciaire du Sénat, Joe Biden, bien que n'étant pas d'accord avec Barr, a répondu que c'était la « première réponse franche » qu'il avait entendu un candidat sur une question que les témoins éludaient normalement; Biden a salué Barr comme « un retour en arrière à l'époque où nous avions en fait des procureurs généraux qui vous parleraient ». Barr a été approuvé à l'unanimité par le Comité judiciaire du Sénat, a été confirmé par un vote vocal par l'ensemble du Sénat et a prêté serment en tant que procureur général le 26 novembre 1991. 

##### Premier mandat
Au cours de son premier mandat en tant qu'AG, les médias ont qualifié Barr de « conservateur convaincu qui hésite rarement à mettre en pratique ses opinions radicales ».  Il a été décrit comme affable avec un esprit sec et auto-dépréciant. The New York Times a décrit le « thème central » de son mandat comme étant « sa prétention que les crimes violents ne peuvent être réduits qu'en élargissant les prisons fédérales et d'État pour emprisonner les délinquants violents habituels ». Dans un effort pour prioriser les crimes violents, Barr a réaffecté trois cents agents du FBI du travail de contre-espionnage aux enquêtes sur la violence des gangs. Le New York Times a qualifié cette décision de « changement de main-d'œuvre le plus important de l'histoire du bureau ». 

##### Le Cas pour plus d'incarcération
En 1992, Barr a rédigé un rapport, le cas pour plus d’incarcération, qui a plaidé en faveur d'une augmentation du taux d'incarcération aux États-Unis, la création d'un programme national visant à construire plus de prisons, et l'abolition de la libération conditionnelle. Barr a fait valoir que l'incarcération réduisait la criminalité, indiquant les taux de criminalité et d'incarcération en 1960, 1970, 1980 et 1990. Une étude criminologique de 1999 a critiqué l'analyse de Barr, déclarant que « un problème aussi complexe que la relation entre le crime et la peine ne peut être traité par une analyse aussi simpliste qu'une corrélation négative entre les deux séries chronologiques très agrégées des taux de criminalité et des taux d'incarcération ». Criminologue de l'université du Minnesota, Michael Tonry a déclaré que les données contenues dans le rapport de Barr étaient trompeusement présentées ; si Barr avait choisi des intervalles de cinq ans, les données n'auraient pas étayé l'argument de Barr, et si Barr avait choisi d'examiner spécifiquement les crimes violents (par opposition à tous les crimes en tant que catégorie), alors les données n'auraient pas étayé son argument.
Barr a déclaré dans le rapport : « Les avantages d'une augmentation de l'incarcération seraient appréciés de manière disproportionnée par les Noirs américains ». Dans le rapport, Barr cite avec approbation le procureur général du Nouveau-Mexique, Hal Stratton, « Je ne connais personne [qui] va en prison pour son premier crime. Au moment où vous allez en prison, vous êtes un très mauvais type ». Le rapport de Barr a influencé la loi de 1994 sur la lutte contre le crime violent et l'application de la loi, qui visait à augmenter le taux d'incarcération.

##### Enquêtes
En octobre 1991, Barr a nommé le juge démocrate de Chicago alors à la retraite, Nicholas Bua, avocat spécial dans le scandale Inslaw. Le rapport de Bua de 1993 a conclu que le ministère de la Justice n'était coupable d'aucune faute en la matière. 
En octobre 1992, Barr a nommé le juge fédéral du New Jersey, Frederick B. Lacey , alors à la retraite, pour enquêter sur le ministère de la Justice et la Central Intelligence Agency concernant le scandale de la Banca Nazionale del Lavoro (BNL) Iraqgate. La nomination est intervenue après que les démocrates ont appelé à un procureur spécial pendant le scandale, craignant une « dissimulation » de l'administration. Le président du comité bancaire de la Chambre, Henry B. González, a appelé à la démission de Barr, citant « des échecs et des obstructions manifestes et répétés » du ministère de la Justice qui aurait retardé l'enquête sur l'affaire BNL-Iraqgate. González a également demandé l'ouverture d'une enquête par un conseil spécial indépendant. 

##### Programme de surveillance téléphonique
En 1992, Barr a lancé un programme de surveillance pour recueillir des enregistrements des appels téléphoniques internationaux d'Américains innocents. L'inspecteur général du DoJ a conclu que ce programme avait été lancé sans examen de sa légalité. Selon USA Today, le programme « a fourni un plan pour une surveillance des données téléphoniques beaucoup plus large que le gouvernement a lancée après les attaques terroristes du 11 septembre 2001 ». 
En décembre 2019, les sénateurs démocrates Ron Wyden et Patrick J. Leahy ont demandé au Bureau de la responsabilité professionnelle du ministère de la Justice d'enquêter sur Barr pour avoir approuvé un programme de surveillance illégal sans analyse juridique. 

##### Affaire Iran-Contra
Fin 1992, l'avocat indépendant Lawrence Walsh , qui avait été choisi pour enquêter sur l'affaire Iran-Contra, a trouvé des documents en la possession de l'ancien secrétaire à la Défense de Reagan, Caspar Weinberger, qui, selon Walsh, étaient « la preuve d'une conspiration parmi les Reagan les plus haut placés ». Les fonctionnaires de l'administration mentiront au Congrès et au public américain. Weinberger devait subir son procès pour crime le 5 janvier 1993. Son acte d'accusation indiquait que les notes de Weinberger contredisaient les affirmations de Bush selon lesquelles il n'avait qu'une connaissance fragmentaire des armes. vendu secrètement à l'Iran en 1985 et 1986 en échange d'otages américains au Liban. Selon Walsh, le président de l'époque Bush aurait pu être appelé comme témoin. 
Le 24 décembre 1992, au cours de son dernier mois au pouvoir, Bush, sur les conseils de Barr, a gracié Weinberger  ainsi que cinq autres fonctionnaires de l'administration qui avaient été reconnus coupables des accusations liées à l'affaire Iran – Contra. Barr a été consulté de façon approfondie au sujet des grâces, et a particulièrement plaidé pour la grâce de Weinberger. 
Walsh s'est plaint de la décision insinuant que Bush, sur les conseils de Barr, avait utilisé les pardons pour éviter de témoigner et d'affirmer que: « La dissimulation contre l'Iran, qui dure depuis plus de six ans, est maintenant terminée ». En 2003, il a écrit un compte rendu de l'enquête dans son livre Firewall: The Iran-Contra Conspiracy and Cover-Up .
En raison de cela et de la réticence de Barr à nommer un avocat indépendant pour enquêter sur un deuxième scandale connu sous le nom d'Irakgate, l'écrivain du New York Times William Safire a commencé à qualifier Barr de « Coverup-General Barr ». Barr, cependant, a répondu qu'il pensait que Bush avait pris la bonne décision à ce sujet et qu'il pensait que les gens dans l'affaire avaient été traités injustement. Barr a dit que Walsh était un « chasseur de têtes » qui « avait complètement perdu la perspective ». 

#### Après les responsabilités ministérielles
À son départ du ministère de la Justice en 1993, lors du l'installation du nouveau président des États-Unis, Bill Barr a été nommé par le gouverneur de Virginie, George Allen, pour co-présider une commission chargée de mettre en œuvre des politiques de justice pénale plus strictes et d'abolir la libération conditionnelle dans l'État.  Barr a été décrit comme un « chef de file de la campagne de libération conditionnelle » en Virginie. 
Plus tard, il a critiqué l'administration Clinton pour avoir été « indulgente avec le crime ». Barr a exprimé son opposition aux efforts visant à mettre fin à la peine minimale obligatoire. Dans un éditorial de 1993, il écrit: «L'idée qu'il y a des gens sympathiques là-bas qui deviennent des malheureuses victimes du système de justice pénale et sont enfermés dans une prison fédérale au-delà du temps qu'ils méritent n'est qu'un mythe ».  Dans un essai de 1995, Barr a rejeté que le crime était causé par des facteurs matériels, tels que la pauvreté, arguant plutôt que le crime était causé par l'immoralité: « Dépenser plus d'argent sur ces programmes sociaux matériels n'aura pas d'impact sur la criminalité, et, le cas échéant, cela aggravera le problème ». 
En 1994, Barr est devenu vice-président exécutif et avocat général de la société de télécommunications GTE Corporation , où il a travaillé pendant 14 ans. Au cours de son mandat, Barr a dirigé une campagne de contentieux réussie par l'industrie du téléphone locale pour parvenir à la déréglementation en sabordant une série de règles de la FCC, plaidant personnellement plusieurs affaires devant les cours d'appel fédérales et la Cour suprême. En 2000, lorsque GTE a fusionné avec Bell Atlantic pour devenir Verizon Communications, Barr est devenu l'avocat général et vice-président exécutif de Verizon jusqu'à sa retraite en 2008. Il est devenu multimillionnaire.
De 1997 à 2000, Barr a siégé au conseil des visiteurs du College of William & Mary à Williamsburg. 
En 2009, Barr a brièvement été l'avocat du cabinet Kirkland & Ellis. De 2010 à 2017, il a conseillé des sociétés sur des questions d'application des lois gouvernementales et des litiges réglementaires; il a rejoint Kirkland et Ellis en 2017. 
De 2009 à 2018, Barr a siégé au conseil d'administration de Time Warner. 

##### Commentaires sur l'enquête Starr du président Clinton
En mars 1998, Barr a fustigé l'administration Clinton pour avoir critiqué l'enquête de l'avocat indépendant Ken Starr sur la controverse de Whitewater, qui s'était tournée vers une enquête sur une affaire présumée entre Clinton et Monica Lewinsky. Barr a déclaré que les critiques semblaient « avoir pour but indu d'influencer et d'entraver une enquête criminelle en cours et d'intimider d'éventuels jurés, témoins et même enquêteurs ». 

##### Commentaires sur l'administration Trump
Le 18 avril 2019, une version expurgée du rapport sur l'enquête sur l'ingérence russe dans l'élection présidentielle de 2016 a été rendue publique.
Au cours des deux premières années de la présidence de Trump, Barr a fréquemment critiqué les contestations judiciaires contre Trump et les enquêtes sur la campagne pour la présidence de Trump en 2016.
En 2017, Barr a déclaré qu'il n'y avait « rien de fondamentalement mauvais » dans les appels de Donald Trump à enquêter sur Hillary Clinton alors que les deux candidats se présentaient tous les deux à la présidence. Barr a ajouté qu'une enquête sur une controverse présumée sur Uranium One était plus justifiée que de savoir si Trump avait comploté avec la Russie pour influencer les élections de 2016. Barr a également déclaré en 2017 qu'il ne pensait pas que « toutes ces choses » sur l'incarcération ou la poursuite d'Hillary Clinton étaient appropriées, mais a ajouté qu '« il y a des choses qui devraient faire l'objet d'une enquête qui n'ont pas été étudiées », bien que le FBI ait commencé à enquêter sur la Fondation Clinton et l'affaire Uranium One connexe en 2015, suivie d'enquêtes par des comités républicains du Congrès. 
En février 2017, Barr a fait valoir que Trump était justifié de licencier la procureure générale par intérim Sally Yates pour son refus de défendre le décret exécutif 13769 . 
Barr a publiquement critiqué l'enquête de l'avocat spécial. En 2017, il a reproché à Mueller d'avoir engagé des procureurs qui avaient contribué à des politiciens démocrates, affirmant que son équipe aurait dû avoir plus « d'équilibre » et qualifié l' obstruction à l' enquête judiciaire comme étant « insinue » et qu'elle « revêtait l'apparence d'un opération entièrement politique pour renverser le président ». 
En juin 2018, Barr a envoyé une note de 20 pages non sollicitée à de hauts responsables du ministère de la Justice. Il a également fourni des copies aux membres de l'équipe juridique de Trump et en a discuté avec certains d'entre eux. Dans sa note de service, Barr a soutenu que l'avocat spécial ne devrait pas enquêter sur Trump pour entrave à la justice parce que les actions de Trump, comme le congédiement du directeur du FBI James Comey, étaient dans ses pouvoirs en tant que chef de l' exécutif. Il a qualifié l'enquête d'obstruction de « fatalement erronée » et « extrêmement irresponsable » et « potentiellement désastreuse » pour le pouvoir exécutif. Le lendemain de l’existence de la note, le sous-procureur général Rod Rosenstein a déclaré que « nos décisions sont fondées sur notre connaissance des faits réels de l'affaire, ce que M. Barr n'avait pas ». Des démocrates[Qui ?] ont qualifié plus tard la note de service de « demande d'emploi » de Barr pour le poste de procureur général. 

##### Dons politiques
Le Comité sénatorial national républicain (NRSC) aide financièrement les républicains dans leurs élections au Sénat ; au cours des sept années de 2009 à 2016, Barr a fait six dons au NRSC totalisant 85 400 $. Sur une période de cinq mois d'octobre 2018 à février 2019, Barr a fait un don à cinq reprises (environ 10 000 $ par mois) pour un total de 51 000 $. Lorsque Barr a commencé à faire des dons plus fréquents au NRSC, il n'était pas certain que le procureur général de l'époque, Jeff Sessions, conserverait son emploi. Barr a continué de faire des dons même après la démission de Sessions et après que Trump ait nommé Barr au poste de procureur général. Les dons ont cessé après que Barr a été confirmé par le Sénat en tant que procureur général. NRSC a remboursé à Barr 30 000 $ avant sa confirmation. Auparavant, en 2017, Barr avait déclaré qu'il estimait que « les procureurs qui apportent des contributions politiques s'identifient assez fortement à un parti politique ».

#### Procureur général des États-Unis (2019-2021)
Barr est assermenté en tant que procureur général par le juge en chef John Roberts en 2019.

##### Seconde nomination et confirmation
Le 7 décembre 2018, le président Donald Trump a annoncé la nomination de Barr pour succéder à Jeff Sessions, démissionnaire. Michael Isikoff et Daniel Klaidman ont rapporté que Trump avait recherché Barr comme avocat en chef de la défense de Trump concernant l'enquête de l'avocat spécial dirigée par Robert Mueller après que Barr eut fait connaître trois positions. Tout d'abord, Barr a soutenu le renvoi de Comey par Trump le 9 mai 2017. Deuxièmement, il a remis en question les nominations de certains des procureurs de Mueller en raison des dons politiques qu'ils avaient faits à la campagne Clinton. Troisièmement, il a allégué qu'il y avait des conflits d'intérêts entre deux personnes nommées à l'équipe des avocats spéciaux, Jennie Rhee et Bruce Ohr. 
Barr est confirmé procureur général par le Sénat le 14 février 2019, par 54 voix contre 45, les démocrates Doug Jones (D-AL), Joe Manchin (D-WV) et Kyrsten Sinema (D-AZ) ayant voté en sa faveur. Les républicains Rand Paul (R-KY) ont voté non et Richard Burr (R-NC) n'a pas voté.  Plus tard ce jour-là, Barr a prêté serment en tant que 85e procureur général de la nation par le juge en chef John Roberts lors d'une cérémonie à la Maison-Blanche. Il est la première personne à être nommée procureur général pour un deuxième mandat non consécutif depuis John J. Crittenden en 1850. 

##### Second mandat
En mai 2019, trois mois après son mandat de procureur général, l'Associated Press a qualifié Barr de champion et de défenseur de Trump. Barr avait soutenu avec enthousiasme l'agenda politique de Trump, dénaturé certains aspects du rapport du conseiller spécial Robert Mueller, répété le point de discussion de Trump selon lequel ceux qui enquêtaient sur Trump s'étaient livrés à « l'espionnage », avaient défié les citations à comparaître au Congrès et refusé de donner au Congrès une version non censurée du Mueller. rapport. 
Sous la direction de Barr, le ministère de la Justice a changé sa position sur la Loi sur les soins abordables (ACA). Auparavant, le ministère était d'avis que la disposition relative au mandat individuel était inconstitutionnelle, mais pouvait être dissociée de l'ensemble de la loi sur les soins de santé. Le 25 mars, le ministère a mis à jour sa position pour faire valoir que toute la loi était inconstitutionnelle. Le 2 mai, le ministère a déposé un dossier auprès de la Cour d'appel des États-Unis pour le cinquième circuit afin d'annuler l'ensemble de la loi, faisant valoir que la suppression de la disposition relative au mandat individuel rend toute la loi inconstitutionnelle. À partir de ce jour, le président Donald Trump a promis de produire un régime d'assurance maladie de remplacement seulement après avoir été réélu en 2020 
Le 1er mai 2019, le procureur général adjoint Stephen Boyd a déclaré au House Oversight Committee que Barr avait demandé au responsable du ministère de la Justice, John Gore, de refuser une assignation à témoigner devant le comité. Le comité a assigné Gore sur les efforts de l'administration Trump pour ajouter une question sur la citoyenneté au recensement américain de 2020. La raison du refus était que la décision du comité de ne pas autoriser un avocat du ministère de la Justice à accompagner Gore lors de son témoignage violait « les intérêts de confidentialité de l'exécutif » (même si une pièce séparée était autorisée).  Début juin, le Comité de surveillance de la Chambre a décidé de tenir Barr pour outrage au Congrès pour avoir défié une citation à comparaître concernant les efforts visant à ajouter une question de citoyenneté au recensement. Deux jours après le 75e anniversaire du jour J, Barr a comparé sa propre expérience au ministère de la Justice à celle des parachutistes qui ont atterri à Sainte-Mère-Église le jour J. 
En juillet 2019, la Chambre des représentants a voté 230-198 pour tenir Barr (et le secrétaire au Commerce Wilbur Ross) au mépris criminel du Congrès, après avoir omis de produire des documents alors que les assignations à comparaître du congrès d'avril 2019 le prescrivaient. Les documents, sur la question de la citoyenneté prévue (et finalement abandonnée) lors du recensement de 2020, ont été cachés en raison d'un « processus délibératif » et de « communications avocat-client », selon le ministère de la Justice. Le président Trump a également affirmé le privilège de l'exécutif sur les documents pour les retirer du Congrès. Ce n'est qu'une fois auparavant qu'un membre du Cabinet en fonction a été détenu pour outrage criminel au Congrès ( Eric Holder en 2012). La Chambre a chargé le ministère de la Justice de poursuivre Barr, mais le ministère a refusé.
Toujours en juillet 2019, Barr aurait pris la décision de ne pas engager de poursuites au civil contre le policier new-yorkais Daniel Pantaleo pour avoir causé la mort d'Eric Garner. Ce faisant, il a annulé la division des droits civils du ministère de la Justice, qui a plaidé pour inculper Pantaleo, au lieu de s'accorder avec les procureurs du ministère de la Justice de New York. 
Le 25 juillet 2019, Barr a rétabli la peine de mort pour les délits fédéraux. 
En décembre 2019, Barr a déclaré que les communautés qui ne manifestent pas le « respect et le soutien que méritent les forces de l'ordre... pourraient se retrouver sans la protection policière dont elles ont besoin ». 
En février 2020, le sénateur Lindsey Graham a déclaré que le ministère de la Justice « recevait des informations provenant d'Ukraine de » Rudy Giuliani, un avocat personnel du président Donald Trump. Graham avait appris de Barr « [qu'ils] ont créé un processus que Rudy pourrait fournir des informations et ils verraient si cela est vérifié ». Un jour plus tard, Barr a confirmé le récit de Graham, déclarant qu'il avait « mis en place un processus de réception » des informations sur l'Ukraine, y compris de Giuliani, tout en citant une « obligation d'avoir une porte ouverte » sur la réception des informations. Giuliani a affirmé avoir des informations sur des irrégularités concernant l'Ukraine pour Joe Biden (ancien vice-président, plus tard candidat à la présidentielle de 2020) et son fils Hunter Biden. Giuliani lui-même ferait l'objet d'une enquête par le ministère de la Justice, deux de ses associés ayant été arrêtés. 
En juin 2020, selon des informations publiées par le Washington Post et Fox News, Barr a personnellement ordonné que les rues autour de Lafayette Square, Washington, D.C., soient dégagées pour ouvrir la voie à la visite de Barr et Donald Trump à l'église Saint-Jean. À ce moment, les rues étaient occupées en grande partie par des manifestants dans le cadre des manifestations pour George Floyd à Washington, D.C. ; cet ordre de Barr a donné lieu à l'intervention d'agents, chargés de l'application de la loi fédérale, qui ont eu à se précipiter sur les manifestants, en employant des grenades fumigènes, des balles de poivre, des boucliers anti-émeute et des matraques. Cet événement a été considéré comme à l'encontre du 1er amendement des États-Unis, qui donne le droit à des manifestations pacifiques sans représailles de l'État.

##### Enquête et rapport Mueller
Pour en savoir plus: enquête du conseil spécial (2017-2019) et rapport Mueller
Le 14 janvier 2019, un jour avant l'audience de confirmation des charges de Barr pour le procureur général, Barr a envoyé un témoignage écrit à la commission judiciaire du Sénat concernant le rapport final de Mueller, déclarant « qu'il est très important que le public et le Congrès soient informés des résultats de la Le travail d'un avocat spécial... Pour cette raison, mon objectif sera de fournir autant de transparence que possible conformément à la loi ». 
En prenant ses fonctions, Barr a refusé des appels pour se récuser de superviser l'enquête Mueller, malgré sa note de service de juin 2018 affirmant que le conseil spécial n'avait pas le droit d'enquêter sur Trump. 
Le 22 mars 2019, Mueller a conclu son enquête d'avocat spécial et a remis le rapport final à Barr. Le 24 mars, Barr a écrit une lettre de quatre pages au Congrès décrivant ce qu'il a dit être les principales conclusions du rapport: premièrement, que le conseil spécial n'a pas établi de complot ou de coordination entre la campagne Trump et les efforts de la Russie pour interférer avec les élections de 2016; et deuxièmement, que le conseil spécial n'a pris aucune décision quant à l'opportunité de poursuivre Trump pour entrave à la justice, citant « bien que ce rapport ne conclue pas que le président a commis un crime, il ne l'exonère pas non plus ». Barr et le sous-procureur général Rosenstein eux-mêmes ont conclu que les éléments de preuve n’établissaient pas une entrave à la justice hors de tout doute raisonnable et ont décidé de ne pas porter plainte.
Le 25 mars, Mueller aurait écrit une lettre à Barr, décrite dans le New York Times comme « exprimant ses préoccupations et celles de son équipe selon lesquelles le procureur général avait mal présenté leurs conclusions ».  Dans USA Today, il a été décrit que Mueller « a exprimé ses différences avec Barr ». 
Le 27 mars, Mueller a envoyé à Barr une autre lettre décrivant ses préoccupations concernant la lettre de Barr adressée au Congrès et au public le 24 mars. Mueller se plaignait que le résumé « ne rendait pas pleinement compte du contexte, de la nature et du fond » de l'enquête du conseil spécial , ajoutant: « Il y a maintenant une confusion dans le public au sujet des aspects critiques des résultats de notre enquête. Cela menace de saper un objectif central pour lequel le Département a nommé le conseil spécial: assurer la pleine confiance du public dans le résultat des enquêtes ».  Avant et après la publication du résumé de Barr, Mueller a tenté à plusieurs reprises de demander à Barr de publier les introductions et les résumés du rapport. La lettre de Mueller du 27 mars indiquait également qu'il avait précédemment envoyé une lettre du 25 mars à Barr.
La lettre de Mueller du 27 mars a incité Barr à appeler Mueller le 28 mars. Barr a précisé l'intention de sa lettre à la fois dans son appel téléphonique avec Mueller et dans une autre lettre au Congrès que sa lettre n'était pas censée être un résumé du rapport, mais plutôt une description des principales conclusions du rapport. 
Le 9 avril, Barr a comparu lors d'une audience du Congrès devant la Chambre. Là-bas, le représentant Charlie Crist a décrit les informations des médias selon lesquelles « les membres de l'équipe du conseil spécial sont frustrés à un certain niveau par les informations limitées contenues dans votre lettre du 24 mars, qui ne décrivent pas de manière adéquate ou précise les conclusions du rapport [Mueller] ». Crist a demandé à Barr: « Savez-vous à quoi ils font référence ? » Barr a répondu : « Non, je ne le pense pas. Je pense - je pense - que je soupçonne qu'ils voulaient probablement plus d'informations, mais à mon avis, je n'étais pas intéressé à publier des résumés ». Le 10 avril, le procureur général Barr a comparu devant le comité des crédits du Sénat . Le sénateur Chris Van Hollen a demandé au sujet de l'obstruction : « Bob Mueller a-t-il soutenu votre conclusion ? » ; Barr a répondu : « Je ne sais pas si Bob Mueller a appuyé ma conclusion ». 
Le ministère de la Justice a publié une version expurgée du rapport de l'avocat spécial dans la matinée du 18 avril 2019. Après la publication du rapport complet, les vérificateurs des faits et les médias ont qualifié la lettre initiale de Barr de dénaturation délibérée du rapport Mueller et de ses conclusions. Le New York Times a rapporté des cas dans lesquels la lettre Barr a omis des informations et a cité des fragments de phrases hors contexte d'une manière qui a considérablement modifié les conclusions de Mueller, notamment :
- Un fragment de phrase décrit un seul motif possible pour Trump d'entraver la justice, tandis que le rapport Mueller énumère d'autres motifs possibles ;
- Omission de mots et une phrase complète qui a suggéré à deux reprises qu'il y avait un comportement complice et conscient entre la campagne Trump et les Russes qui a cessé de coordonner ;
- Omission d'un libellé indiquant que Trump pourrait faire l'objet d'un acte d'accusation après avoir quitté ses fonctions, suggérant que Trump avait été blanchi dans son intégralité.

Selon l'Associated Press, Barr a déformé le rapport de plusieurs manières, affirmant que le rapport ne donnait aucune indication que le Congrès pourrait prendre une décision sur l'entrave à la justice (le rapport indiquait spécifiquement « que le Congrès peut appliquer des lois sur l'obstruction ») et que « ces rapports sont n'est pas censé être rendu public » (lorsque les règlements du MJ confèrent à l'AG le pouvoir de publier des rapports comme celui-ci). Barr a faussement affirmé dans son résumé du rapport que « la Maison-Blanche a pleinement coopéré à l'enquête du conseil spécial ». Le vérificateur des faits du Washington Post a décrit la déclaration de Barr comme « étonnante » et PolitiFact a dit qu'elle était «fausse». En réalité, Trump a refusé d'accorder au conseil spécial un entretien en personne, et le rapport du conseil spécial a qualifié les réponses écrites de Trump aux questions d'entrevue de « inadéquates ». Le rapport a également documenté de nombreux cas où Trump a tenté d'entraver ou de mettre fin à l'enquête de l'avocat spécial, analysant chacun en fonction des trois facteurs nécessaires à une accusation criminelle d'obstruction. 
Lors d'une conférence de presse, Barr a déclaré que le rapport de Mueller contenait « des preuves substantielles » que Trump était « frustré et en colère » en raison de sa conviction que « l'enquête sapait sa présidence, propulsée par ses opposants politiques et alimentée par des fuites illégales »; cependant, le rapport ne donne aucune indication que les frustrations de Trump à l'égard de l'enquête atténueraient les comportements d'obstruction. Barr a également déclaré que ce ne serait pas une entrave criminelle à la justice qu'un président ordonne à un membre du personnel de mentir aux enquêteurs au sujet des actions du président et a suggéré qu'un président pourrait légalement clore une enquête sur lui-même s'il était « faussement accusé ». 
Le 8 mai 2019, le comité judiciaire de la Chambre a voté en faveur des partis pour tenir Barr au mépris du congrès pour avoir omis de se conformer à une assignation qui demandait le rapport Mueller complet et non expurgé. L'affaire a ensuite été renvoyée à la Chambre des représentants dans son ensemble pour un vote d'outrage au Congrès. Le ministère de la Justice a soutenu que la divulgation du rapport Mueller non expurgé obligerait le ministère à violer « la loi, les règles et les ordonnances des tribunaux » ainsi que les règles de confidentialité du grand jury. 
Au cours du 1er mai 2019, lors d'un témoignage devant le comité judiciaire du Sénat, Barr a déclaré qu'il acceptait l'interprétation de Mueller de la loi appliquée dans le rapport. Cependant, dans une interview accordée à CBS News le 30 mai, Barr a déclaré qu'il avait appliqué sa propre interprétation de la loi et était d'avis que les lois d'obstruction ne pouvaient pas s'appliquer aux présidents qui abusent de leurs pouvoirs officiels pour entraver une enquête pour une raison de corruption. Barr a expliqué: « En droit  ... nous n'étions pas d'accord avec l'analyse juridique - une grande partie de l'analyse juridique du rapport. Elle ne reflétait pas les vues du ministère ». 
En mars 2020, Reggie Walton, un juge de district fédéral nommé à l'origine par le président George W. Bush, a critiqué la caractérisation de Barr du rapport Mueller comme étant « déformée » et « trompeuse ». Walton a fait ses commentaires alors qu'il présidait un procès pour savoir si le rapport Mueller devait être publié sans expurgations. Comme Walton l'a vu, le « manque de franchise de Barr » « miné la crédibilité de Barr » et, à son tour, les arguments du ministère devant la cour. Walton craignait que Barr ait fait « une tentative calculée d'influencer le discours public » en faveur du président Trump en établissant « un récit unilatéral » sur le rapport contrairement aux conclusions du rapport. Walton a demandé si les suppressions du rapport étaient en fait « égoïstes » pour éviter tout conflit avec les déclarations de Barr, et si le ministère de la Justice a utilisé des « rationalisations post-hoc » pour défendre Barr. Ainsi, Walton a décidé personnellement examiner les éléments expurgés pour vérifier si les expurgations étaient justifiées. 

##### Intervention dans les cas des associés de Trump
En février 2020, le président Trump a fait référence à Barr dans l'intercession du département de la Justice en recommandant une peine plus légère pour Roger Stone, associé et vieil ami de Trump. Le tweet de Trump est écrit comme suit : « Félicitations au procureur général Bill Barr pour avoir pris en charge une affaire qui était totalement hors de contrôle et n'aurait peut-être même pas dû être portée. » Initialement, quatre procureurs de carrière avaient recommandé que Stone purge une peine de prison de sept à neuf ans. Un tweet de Trump a suivi : « Ne peut pas permettre cette erreur judiciaire! » - après quoi le département a recommandé une peine de prison non spécifiée. Le département a affirmé que cette décision ultérieure avait été prise sans consulter la Maison-Blanche. En conséquence, les procureurs ont démissionné de l'affaire, l'un d'entre eux ayant choisi de quitter le département.
Barr a affirmé qu'il avait pris la décision dans l'affaire Stone de modifier la note de peine. Barr a déclaré que Trump ne lui avait pas demandé d'intervenir, mais a noté que les tweets et les commentaires publics de Trump empêchaient le procureur général de faire son travail. « Je pense qu'il est temps d'arrêter le tweet sur les affaires criminelles du ministère de la Justice », a déclaré Barr. La réprimande de Barr sur l'utilisation de Twitter par Trump pour l'ingérence dans les affaires du département a été considérée comme une dérogation rare à son soutien indéfectible habituel du président. Les commentaires de Barr ont fait suite à la critique du département pour sa mauvaise gestion de la condamnation de Roger Stone après des actions du département jugées favorables à Trump et à ses alliés. Quelques jours plus tard, plus de 2 000 anciens employés du département ont signé une lettre appelant à la démission de Barr. Tandis que la Federal Judges Association de plus de 1 000 juristes fédéraux a convoqué une réunion d'urgence le 18 février pour discuter de leurs préoccupations concernant l'intervention de Trump et des fonctionnaires du département de la Justice dans des affaires politiquement sensibles. En dépit de la réprimande de Barr contre Trump, quelques jours plus tard, le président a recommencé à dénoncer les procureurs, le juge et le président du jury dans l'affaire Stone, tout en reconnaissant que ses commentaires ont rendu le travail de Barr plus difficile. Après avoir accordé plusieurs pardons, Trump s'est également qualifié de « chef des forces de l'ordre » du pays, une description généralement réservée au procureur général.
De plus, en février 2020, Barr a déclaré qu'il y aurait un réexamen de l'affaire pénale de Michael Flynn, l'ancien conseiller à la sécurité nationale de Trump, qui avait plaidé coupable en 2017 d'avoir menti au FBI au sujet de ses contacts avec un ambassadeur de Russie. Flynn a par la suite tenté de retirer son plaidoyer de culpabilité et n'a pas encore été condamné. Barr a choisi le procureur fédéral en chef de St. Louis, Jeffrey Jensen , pour mener l'examen. Jensen lui-même a été nommé par Trump pour le poste de Saint-Louis.  Trump avait publiquement appelé à l'abandon des charges contre Flynn. Fin avril ou début mai, Jensen a recommandé à Barr que les charges soient abandonnées. 
Le ministère de la Justice a annoncé en mai 2020 que les accusations contre Flynn seraient abandonnées, Jensen déclarant que Barr avait accepté sa recommandation.  Peu de temps après, il a été demandé à Barr dans une interview aux médias, étant donné que Flynn « a admis avoir menti au FBI. Reste-t-il qu'il a menti? » Barr a répondu que « les gens plaident parfois pour des choses qui s'avèrent ne pas être des crimes... le ministère de la Justice n'est pas convaincu que cela soit important pour une enquête légitime de contre-espionnage. Ce n'était donc pas un crime ». Barr a nié qu'il exécutait le programme du président dans cette affaire, déclarant qu'il « faisait les enchères de la loi ». Il a également déclaré qu'à partir de cette affaire, il voulait montrer aux Américains qu' « il n'y a qu'une seule norme de justice », au lieu de deux normes de justice.

##### Démission
Le 14 décembre 2020, Trump a annoncé via Twitter que Barr démissionnerait de son poste de procureur général, à compter du 23 décembre. Barr a confirmé sa démission dans une lettre adressée à Trump le même jour. En résumant son mandat, le New York Times a écrit que « Barr a rapproché le département de la Justice de la Maison-Blanche plus que n'importe quel procureur général en un demi-siècle... Barr a pris des décisions qui concordaient précisément avec les souhaits de M. Trump et les demandes de ses alliés politiques ». CNN a résumé son mandat de la même manière : « Barr a donné la priorité aux objectifs politiques de Trump à plusieurs reprises et sans aucune excuse, tout en poursuivant sa propre vision d'un pouvoir présidentiel expansif ». NPR l'a décrit comme « l'un des défenseurs les plus fidèles et les plus efficaces de Trump ». À titre d'exemples des actions de Barr au nom de Trump : Barr a souvent fait de fausses déclarations sur l'intégrité du vote par correspondance menant aux élections de 2020 ; résumé de manière trompeuse le rapport du conseiller spécial Robert Mueller sur l'ingérence russe dans les élections de 2016 ;  sévèrement critiqué ceux qui avaient enquêté sur Trump,  ou engagé des poursuites pénales contre les alliés de Trump, et ont ordonné le recours à la force contre des manifestants pacifiques pendant les manifestations de George Floyd afin que le président Trump puisse avoir une séance de photos devant l'église voisine.

#### Revendications d'espionnage
En avril 2019, Barr a suscité la controverse en disant qu'il pensait que « l'espionnage avait eu lieu » contre la campagne présidentielle de Trump 2016. La remarque faisait écho aux affirmations non fondées faites par Trump et ses partisans selon lesquelles la campagne Trump avait été injustement ciblée ou espionnée par le FBI; Trump l'a décrit comme une « tentative de coup d'État ».  Il n'y a aucune preuve que les fonctionnaires du gouvernement se soient livrés à « l'espionnage » de la campagne Trump. Barr a déclaré plus tard qu'il n'était pas sûr de l'espionnage et qu'il avait précisé ce qu'il entendait par « espionnage ». Il a également dit qu'il n'avait aucune preuve d'actes répréhensibles. Les démocrates ont critiqué la déclaration de Barr comme étant « incendiaire », affirmant que la déclaration visait à plaire à Trump et que la déclaration manquait de crédibilité après la fausse représentation de Barr du rapport Mueller en mars 2019.  Barr a dit qu'il pensait qu'il n'y en avait pas « toute connotation péjorative » au terme d'espionnage. À l'époque, Barr a déclaré qu'il ne lancerait pas d'enquête sur les origines de l'enquête du FBI sur l'ingérence russe lors des élections de 2016. 
Les responsables du FBI ont démenti les allégations de Barr au sujet de l'espionnage. Le directeur du FBI, Christopher A. Wray, a déclaré qu'il n'était au courant d'aucune surveillance illégale, abus de pouvoir ou « espionnage » du FBI.  Par la suite, Trump a retweeté un expert de l'extrême droite qui a déclaré que le FBI n'avait « aucun leadership » et que Wray « protégeait le même gang qui avait tenté de renverser le président dans un coup d'État illégal ». Trump a déclaré que la déclaration de Wray était « ridicule ».  L'ancien directeur du FBI James Comey a réfuté Barr, en disant « Le FBI n'espionne pas. Le FBI enquête ». 
En mai 2019, a déclaré Barr, « le pouvoir du gouvernement a été utilisé pour espionner les citoyens américains ». Barr n'a pas identifié les actions spécifiques avant l'élection de 2016 qu'il considérait comme espionnage.  Après avoir diffusé certaines des remarques de Barr, l'hôte de Fox and Friends, Steve Doocy, un loyaliste de Trump, faussement affirmé que la FISA a été conçue « pour que les États-Unis puissent surveiller les gens dans d'autres pays et c'est très dérangeant s'ils utilisent des lois qui sont censées s'appliquer à des personnes d'autres pays pour espionner illégalement les Américains ». Le même jour, Trump a déclaré que sa campagne avait été « espionnée de manière concluante », a qualifié l'espionnage présumé de « trahison » et a appelé à « de longues peines de prison ». 

#### Origines de l'enquête sur la Russie
Toujours en mai 2019, Barr a nommé John Durham, l'avocat américain du Connecticut, pour superviser une enquête du DOJ sur les origines de l'enquête du FBI sur l'ingérence russe. Les origines de l'enquête faisaient déjà l'objet d'une enquête par l'inspecteur général du ministère de la Justice et par l'avocat américain John Huber, nommé en 2018 par Jeff Sessions. Les démocrates ont critiqué la décision, le sénateur Patrick Leahy ayant déclaré : « Ordonner une troisième enquête sans mérite à la demande de Trump se trouve sous le poste qu'il occupe ». Trump a ordonné à la communauté du renseignement de coopérer à l'enquête de Barr et a accordé à Barr la pleine autorité sans précédent pour déclassifier toute information de renseignement liée à l'affaire. 
En septembre 2019, Barr aurait contacté des gouvernements étrangers pour demander de l'aide dans cette enquête, notamment en se rendant personnellement au Royaume-Uni et en Italie pour obtenir des informations. À la demande de Barr, Trump a appelé le Premier ministre australien pour demander sa coopération. Barr a cherché des informations liées à une théorie du complot qui avait circulé parmi les alliés de Trump dans les médias conservateurs affirmant que Joseph Mifsud était un agent du renseignement occidental qui aurait été accusé de piéger le conseiller de campagne de Trump George Papadopoulos afin d'établir un faux prédicat pour le FBI pour ouvrir une enquête sur l'ingérence russe dans les élections américaines de 2016 . Le 2 octobre 2019, le sénateur Lindsey Graham, fervent partisan de Trump et président de la commission judiciaire du Sénat , a écrit une lettre aux dirigeants de la Grande-Bretagne, de l'Australie et de l'Italie, affirmant comme un fait que Mifsud et le diplomate australien Alexander Downer avaient été dirigés vers contactez Papadopoulos. Joe Hockey, l'ambassadeur d'Australie aux États-Unis, a vivement rejeté la qualification de Downer par Graham. Un ancien responsable du gouvernement italien a déclaré au Washington Post en octobre 2019 que lors d'une réunion le mois précédent, les services de renseignement italiensa dit à Barr qu'ils n'avaient « aucun lien, aucune activité, aucune ingérence » en la matière ; le Premier ministre italien Giuseppe Conte l'a affirmé plus tard. Un responsable britannique connaissant les demandes de Barr a observé : « Cela ne ressemble à rien de ce que nous avons rencontré auparavant, ils demandent essentiellement, en termes assez robustes, de l'aide pour faire un travail de hache sur leurs propres services de renseignement ». Le Washington Post a rapporté le 22 novembre 2019 que l'inspecteur général du ministère de la Justice avait enquêté de manière agressive sur l'allégation selon laquelle Mifsud avait été enjoint de piéger Papadopoulos, mais avait conclu que c'était sans fondement. Le Post a également rapporté que l'inspecteur général a trouvé l'ouverture du FBI. L'enquête Crossfire Hurricane était fondée sur les faits et les faits. Le Post a ensuite rapporté en décembre 2019 que Barr n'était pas d'accord avec la conclusion de l'inspecteur général selon laquelle le FBI disposait de preuves suffisantes pour ouvrir son enquête. Le Post a également rapporté en décembre 2019 que l'inspecteur général avait demandé à Durham et à plusieurs agences de renseignement américaines s'il y avait des preuves d'une installation par les services de renseignement américains, mais ils ont répondu qu'il n'y en avait pas. 
Le 24 octobre 2019, deux sources ont déclaré au New York Times que l'enquête de Durham avait été transformée en enquête criminelle. Le Times a rapporté le 22 novembre que l'inspecteur général du ministère de la Justice avait fait un renvoi criminel à Durham concernant Kevin Clinesmith , un avocat de bas niveau du FBI qui avait modifié un courriel pendant le processus d'acquisition d'un renouvellement de mandat d'écoute électronique sur Carter Page, et ce renvoi semble être au moins une partie de la raison pour laquelle l'enquête de Durham a été élevée au rang de criminel. Barr a rejeté les critiques des démocrates au Congrès selon lesquelles l'enquête de transition était conçue pour fournir un soutien à Trump lors de son enquête de destitution dans le scandale Trump-Ukraine. 
En novembre 2019, l'inspecteur général du ministère de la Justice Michael Horowitz a conclu son enquête sur les origines de l'enquête sur la Russie en 2016, concluant que l'enquête n'était pas entachée de « parti pris politique ou de motivation inappropriée » et que les informations initiales recueillies « étaient suffisantes pour enquête » étant donné le « seuil bas » pour ouvrir une enquête. Barr a rejeté les conclusions du rapport, déclarant que l'enquête avait été ouverte « sur les soupçons les plus minces qui, à son avis, étaient insuffisants pour justifier les mesures prises ». Cela contredit également le directeur du FBI, Chris Wray, qui a interprété les conclusions de Horowitz comme une enquête ayant « une prédication et une autorisation appropriées ». 
En décembre 2019, Barr a affirmé dans une interview à NBC News que l'enquête sur la Russie était « complètement sans fondement » et a déclaré qu'il pensait que l'enquête du FBI avait pu être menée de « mauvaise foi ». Barr a également refusé de réfuter la théorie du complot démystifiée de l'ingérence ukrainienne lors des élections de 2016 lors de l'entretien. Dans une interview ultérieure sur Fox News, Barr a affirmé, « le président portait le fardeau de probablement l'une des plus grandes théories du complot - des théories du complot sans fondement - dans l'histoire politique américaine », malgré le récent rapport de l'inspecteur général démystifiant plusieurs les théories du complot que Trump et ses alliés avaient promues. 
En janvier 2020, Barr a interdit l'ouverture d'enquêtes de contre-espionnage liées aux campagnes présidentielles, à moins que le procureur général et le chef du FBI n'approuvent ces enquêtes. 
Barr a défendu, en avril 2020, le renvoi de Trump de l'inspecteur général de la communauté du renseignement Michael K. Atkinson. Atkinson était l'inspecteur général qui a cherché à amener l'administration Trump à divulguer la plainte du dénonciateur du scandale ukrainien au Congrès. Pour défendre le licenciement, Barr aurait prétendument fait de nombreuses fausses allégations au sujet des actions d'Atkinson pendant son mandat. 
Le 18 mai 2020, Barr a commenté des enquêtes antérieures sur une collusion potentielle entre Trump et la Russie, déclarant : « Ce qui est arrivé au président lors des élections de 2016 et au cours des deux premières années de son administration était odieux... c'était une grave injustice et cela était sans précédent dans l'histoire américaine... les forces de l'ordre et l'appareil de renseignement de ce pays ont été impliqués dans l'avancement d'un faux et totalement sans fondement collusion russe contre ce président ». 

##### Critiques
Le 11 décembre 2019, l'ancien procureur général Eric Holder, qui avait servi sous le président Obama, a écrit un article dans le Washington Post affirmant que William Barr était « inapte à être procureur général ». 
Dans un article d'opinion de décembre 2019, l'ancien directeur du FBI, directeur de la CIA et juge fédéral William Webster a décrit « une menace terrible pour l'État de droit dans le pays que j'aime ». Webster a affirmé que « l'intégrité des institutions qui protègent notre ordre civil sont, tragiquement, attaquées », écrivant que « les injures lancées [aux employés du FBI] par le président et mon ami de longue date, le procureur général William P. Barr, troublent à l'extrême ». Depuis 2005, Webster était président du Homeland Security Advisory Council.
Les mesures prises par Barr dans l'affaire Roger Stone ont provoqué le tollé d'un groupe bipartisan de plus de 2 000 anciens employés du MJ, qui a appelé Barr à démissionner. 

#### Immigration
En tant que sous-procureur général, Barr - avec d'autres membres du ministère de la Justice - a dirigé avec succès l'effort de retrait d'un projet de règle du ministère de la Santé et des Services sociaux qui aurait permis aux personnes vivant avec le VIH d'entrer aux États-Unis. Il a également préconisé l'utilisation de Guantanamo Bay pour empêcher les réfugiés haïtiens et les personnes infectées par le VIH de demander l'asile aux États-Unis. Selon Vox en décembre 2018, Barr a soutenu un programme agressif de « loi et ordre » sur l'immigration en tant que procureur général dans l'administration Bush.
Ministre de la Justice sous l'administration Trump, il s'emploie à restreindre le droit d'asile. Il fait notamment modifier les règles de façon que les personnes dont les proches ont été assassinés ou menacés ne puissent plus faire de demande d'asile.

#### Peine de mort
Barr soutient la peine de mort, arguant qu'elle réduit la criminalité. Il a plaidé pour un projet de loi soutenu par Bush qui aurait élargi les types de crimes qui pourraient être punis par l'exécution. Dans un éditorial publié en 1991 dans le New York Times, Barr a soutenu que la capacité des condamnés à mort à contester leur peine devrait être limitée pour éviter que les affaires ne traînent pendant des années: « Ce manque de caractère définitif dévaste le système de justice pénale. Il diminue la dissuasion effet des lois pénales des États, sape les ressources du ministère public et rouvre sans cesse les blessures des victimes et des survivants ». 
Le 25 juillet 2019, Barr a annoncé que le gouvernement fédéral américain reprendrait son recours à la peine capitale sous sa direction, après près de deux décennies sans exécution. Barr a ordonné au ministère de la Justice d'adopter un nouveau protocole d'injection létale , consistant en un seul médicament (pentobarbital), et a ordonné que des dates d'exécution soient fixées pour cinq détenus en décembre 2019 et janvier 2020

#### Problèmes sociaux
En 1991, Barr a déclaré qu'il pensait que les rédacteurs de la Constitution n'avaient pas à l'origine l'intention de créer un droit à l'avortement, que Roe c. Wade a donc été mal décidé et que l'avortement devrait être une « question légitime pour les législateurs des États ». En revanche, Barr a déclaré lors de ses audiences de confirmation de 1991 que Roe était « la loi du pays » et qu'il n'avait pas de « vues fixes ou établies » sur le sujet. 
Dans un article publié en 1995 pour The Catholic Lawyer, Barr a déclaré que le gouvernement américain était « fondé précisément » sur le système judéo-chrétien. Barr est aux prises avec le défi de représenter le catholicisme « à une époque de plus en plus militante et laïque ». Barr affirme qu'il y a trois façons dont les laïcs utilisent «la loi comme arme légale». La première méthode consiste à éliminer les normes morales traditionnelles par la législation et les litiges; Barr cite l'élimination des obstacles au divorce et la décision de la Cour suprême dans Roe c. Wade comme exemples de cette méthode. La seconde est la promotion du relativisme moral par l'adoption de lois qui dissolvent le consensus moral et renforcent la neutralité.  Barr attire l'attention sur une affaire de 1987, Gay Rights Coalition c. Georgetown University , qui « oblige [s] Georgetown University à traiter les groupes de militants homosexuels comme tout autre groupe d'étudiants ». La troisième méthode est le recours direct à la loi contre la religion; à titre d'exemple de cette méthode, Barr cite les efforts visant à utiliser la clause d'établissement pour exclure des citoyens à motivation religieuse de la place publique. En conclusion, Barr déclare la nécessité de « restructurer l'éducation et de profiter des déductions fiscales existantes pour les institutions caritatives afin de promouvoir l'éducation catholique ». 

#### Politique antidrogue
Barr soutient une interdiction fédérale de la marijuana. Cependant, il a déclaré que l'écart entre la loi fédérale et celle des États est sous-optimal et que si une interdiction fédérale uniforme de la marijuana ne pouvait être obtenue, il appuierait la loi des États sur la légalisation de la marijuana. Je « pense que c'est une erreur de reculer sur la marijuana... Cependant, si nous voulons une approche fédérale, si nous voulons que les États aient leurs propres lois, alors allons-y et allons-y de la bonne façon ». Barr a également déclaré que la politique du MJ devrait s'aligner sur la législation du Congrès. 

#### Élection présidentielle de 2016
Barr a fait un don de 55 000 $ à un comité d'action politique qui a soutenu Jeb Bush lors des primaires présidentielles du Parti républicain de 2016 et 2 700 $ à Donald Trump pendant la campagne électorale générale . 

#### Pouvoirs exécutifs
Barr est partisan de la théorie de l'exécutif unitaire, selon laquelle le président a de larges pouvoirs exécutifs. Avant de rejoindre l'administration Trump, il a fait valoir que le président avait « l'autorité complète pour entamer ou arrêter une procédure d'application de la loi ».

### Vie personnelle
Barr est marié à Christine Moynihan Barr depuis 1973. Elle est titulaire d'une maîtrise en bibliothéconomie et, ensemble, ils ont trois filles : Mary Barr Daly, Patricia Barr Straughn et Margaret (Meg) Barr. Leur fille aînée, Mary, née en 1977/1978, était un haut fonctionnaire du ministère de la Justice qui supervisait les efforts anti-opioïdes et anti-toxicomanie du ministère ; Patricia, née en 1981/1982, était avocate pour le House Agriculture Committee; et Meg, née en 1984/1985, est une ancienne procureure de Washington et survivante du cancer (du lymphome de Hodgkin récurrent), était l'avocat du sénateur républicain Mike Braun de l'Indiana. 
En février 2019, alors que leur père attendait la confirmation du Sénat pour sa nomination au poste de procureur général, Mary a quitté son poste au ministère de la Justice en tant que porte-parole de l'administration Trump sur la crise des opioïdes. Cependant, son mari a continué de travailler à la Division de la sécurité nationale du ministère de la Justice. À peu près, au même moment où Mary a quitté le ministère de la Justice, Tyler McGaughey, le mari de sa plus jeune sœur, a quitté le bureau du procureur américain à Alexandria, en Virginie, pour rejoindre le bureau du conseil de la Maison-Blanche. 
Barr est un joueur de cornemuse passionné. Il a commencé à jouer à l'âge de huit ans et s'est produit de manière compétitive en Écosse avec un grand groupe de pipe américain. Barr était membre de la City of Washington Pipe Band. 
Barr est le frère de Stephen Barr, professeur de physique à l'université du Delaware. 
Barr et Robert Mueller se connaissent depuis les années 1980 et seraient de bons amis. Mueller a assisté aux mariages de deux des filles de Barr, et leurs femmes ont étudié ensemble la Bible.